# Kongens Have
 For alternative betydninger, se Kongens Have (flertydig). (Se også artikler, som begynder med Kongens Have)
Kongens Have eller Rosenborg Slotshave er Københavns mest benyttede park. Den blev anlagt i 1606 samtidig med at Rosenborg Slot blev opført.
Christian 4. beordrede et større stykke jord ryddet for huse og haver for i 1600 tallet at bygge et lysthus og anlægge en have, der skulle forsyne hoffet med blomster, frugter og grøntsager. Barokstilen var populær, og Kongens Have blev indrettet symmetrisk med lindealleer: Damegangen og Kavalergangen.
I haven står der mange skulpturer. Både fra barokken og en række nyligt opsatte af sten og metal.

## Galleri
- Skulpturer i Kongens Have
- Stemningsbillede fra Kongens Have (2010)
- Statue af H.C. Andersen af August Saabye
- Kongens Have i vinterdragt
- Rosenhaven
- Januarstemning i Rosenhaven